# Олимпийский комитет Сальвадора
Олимпийский комитет Сальвадора (исп. Comité Olímpico de El Salvador) — организация, представляющая Сальвадор в международном олимпийском движении. Основан в 1949 году, зарегистрирован в МОК в 1962 году.
Штаб-квартира расположена в Сан-Сальвадоре. Является членом Международного олимпийского комитета, Панамериканской спортивной организации и других международных спортивных организаций. Осуществляет деятельность по развитию спорта в Сальвадоре.